# يو هانشاو
يو هانشاو (بالصينية: 于汉超) (25 فبراير 1987 الصين - ) هو لاعب كرة قدم صيني.

## روابط خارجية
- يو هانشاو على موقع الاتحاد الدولي (مؤرشف)  (الإنجليزية)
- يو هانشاو على موقع قاعدة بيانات كرة القدم.إي يو (الإنجليزية)
- يو هانشاو على موقع ناشيونال فوتبول تيمز (الإنجليزية)
- يو هانشاو على موقع Soccerway.com (الإنجليزية)